# Rytigynia stolzii
Rytigynia stolzii är en måreväxtart som beskrevs av Robyns. Rytigynia stolzii ingår i släktet Rytigynia och familjen måreväxter. Inga underarter finns listade i Catalogue of Life.